# ジョージ・ブレクト
ジョージ・ブレクト（George Brecht, 1926年8月27日 - 2008年12月5日）は、ミニマル・アーティスト、現代美術家。
ニューヨークで、ジョージ・マクダーミッド（George MacDiarmid）として生まれる。
ファイザー、ジョンソン&ジョンソン、モービル・オイルなどで化学者のコンサルタントとして働いていた。これは彼の芸術活動をサポートするために必要なことであった。彼は初期のフルクサスのアーティストであった。名前のブレクトはベルトルト・ブレヒトから取っている。
ブレクトは1958年から1959年のジョン・ケージのニュー・スクール・フォー・ソーシャル・リサーチで研究していた。彼はフルクサスについて、Fluxus Newspaperに寄稿している。
1965年4月、彼はニューヨークを出て、ローマへ渡り、ヨーロッパで活動した。
2008年12月5日にドイツのケルンで死去した。